# Editora Abril

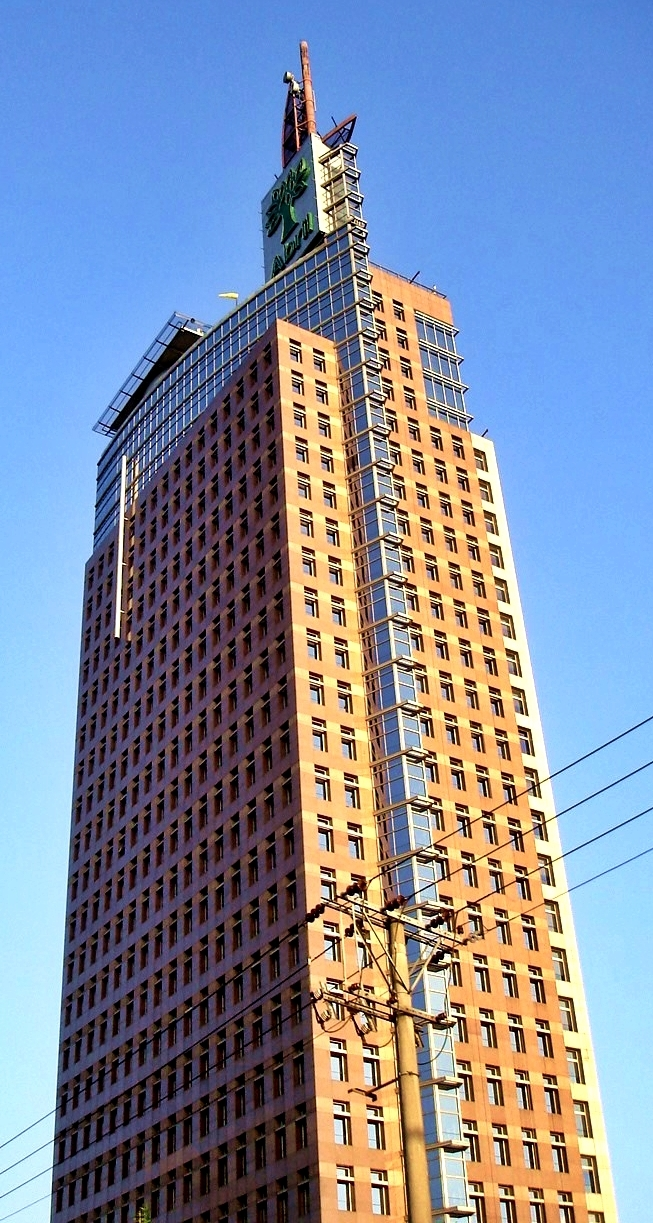
Birmann 21, clădirea în care s-a aflat sediul editurii între anii 1997 și 2018.

Editora Abril este o editură braziliană, care este considerată a fi una dintre cele mai mari organizații media din America Latină. Compania a fost fondată în 1950 de Victor Civita la São Paulo și face parte acum din Grupo Abril.
Editura fondată de Civita a purtat inițial denumirea Editora Primavera și a publicat în 1950 revista de benzi desenate Raio Vermelho, care nu a avut parte de succes comercial. În anul următor Civita a schimbat numele companiei în Editora Abril - o referire la luna în care începe primăvara în emisfera nordică - și a publicat prima revistă de benzi desenate cu Donald Duck din Brazilia, intitulată Pato Donald, care continuă să apară și în prezent. Succesul primei reviste publicate de Editora Abril l-a determinat pe Civita să afirme: „Totul a început cu o rață”, parodind o declarație mai veche a lui Walt Disney („sper doar să nu pierdem niciodată din vedere un lucru - că totul a început cu Mickey Mouse”).
Sub numele ei editura a publicat revistele AnaMaria, Tititi, Minha Novela, Sou+Eu!, Quatro Rodas, Veja, Veja Rio, Veja São Paulo, Nova, Placar, Claudia, Boa Forma, Manequim, Exame, edițiile braziliene ale revistelor de benzi desenate publicate de Disney comics, Cosmopolitan, Men's Health, Women's Health, Runner's World și Playboy.
Editura deține, de asemenea, televiziunea MTV Brasil (versiunea braziliană a MTV) și compania de televiziune prin cablu Abril Grafica. În mai 2006 compania media sud-africană Naspers a achiziționat o cotă de 30% din acțiunile Editora Abril.
Pe internet Abril deține cel mai popular site web destinat femeilor, numit MdeMulher, cu 5 milioane de vizitatori lunar.

## Publicații
- Veja, Veja São Paulo, Veja Rio
- Abril Coleções
- Almanaque Abril
- Ana Maria
- Arquitetura & Construção
- Aventuras na História
- Boa Forma
- Bons Fluidos
- Bravo!
- Capricho
- Casa Claudia
- Claudia
- Contigo!
- Elle
- Estilo
- Exame, Exame PME
- Gloss
- Guia do Estudante
- Guia Quatro Rodas
- Info
- Lola
- Loveteen
- Manequim
- Máxima
- Men's Health
- Minha Casa, Minha Novela
- Mundo Estranho
- National Geographic Brasil
- Nova, Nova Escola
- Placar
- Playboy
- Quatro Rodas
- Revista A
- Runner's World
- Saúde! É vital
- Sou + Eu
- Superinteressante
- Tititi
- Viagem e Turismo
- Vida Simples
- Vip
- Viva! Mais
- Você RH, Você S/A
- Women's Health

## Legături externe
- Site-ul oficial
- Branduri Grupo Abril